# Mactan–Cebu nemzetközi repülőtér
A Mactan–Cebu nemzetközi repülőtér (IATA: CEB, ICAO: RPVM) a Fülöp-szigetek egyik nemzetközi repülőtere, amely Tacloban közelében található. Éves utasforgalma 2 741 243 fő (2020).

## Futópályák
A repülőtér futópályái:
- 04R/22L
- 04L/22R

## Forgalom
Az utasforgalom az elmúlt években az alábbi módon változott:
| Utasok száma | 2 252 733 | 2 272 782 | 3 070 612 | 3 991 250 | 5 413 452 | 6 996 112 | 7 781 239 | 10 050 940 | 2 741 243 | 5 533 315 |
|              | 2001      | 2003      | 2006      | 2008      | 2010      | 2013      | 2015      | 2017       | 2020      | 2022      |